# Идинг-Сковхой
Идинг-Сковхой (дат. Yding Skovhøj) — холм в восточной части полуострова Ютландия, в Дании. Вершина холма является одной из самых высоких точек Дании.

## Описание
Холм расположен в регионе Центральная Ютландия, недалеко от побережья Балтийского моря. Высота естественной части холма составляет 170 м 77 см. На вершине холма расположены три кургана, относящиеся к бронзовому веку. С учетом высоты самого высокого (центрального) кургана, общая высота холма Идинг-Сковхой составляет 172 м 54 см. Без учета высоты курганов Идинг-Сковхой уступает по высоте холму Мёллехой (дат. Møllehøj), высота которого составляет 170 м 86 см.

## Происхождение названия
Название холма Идинг-Сковхой образовано от названия леса Идинг-Сков, в котором он находится, и компонента høj (от древнеисландского haugr 'холм').